# Щербаков, Александр Николаевич (генерал-майор)
Алекса́ндр Никола́евич Щербако́в (25 декабря 1905, Реж — 22 октября 1980, Ленинград) — советский военный деятель, участник Великой Отечественной войны, заместитель начальника политотдела 51-й армии 4 УкрФ; 1 ПрибФ; 2 ПрибФ; ЛенФ, генерал-майор (20.12.1942).

## Биография
Александр Щербаков родился 25 декабря 1905 года в городе Реж Режевской волости Екатеринбургского уезда в семье потомственного мастерового, русский.
Окончил два класса начальной школы, в возрасте 13 лет пошёл работать по найму коногоном на фабрику «Охра», производившую минеральную краску сурик из железной руды.
В августе 1919 года вступил в комсомол, был избран в Режевской комитет РКСМ. Организовывал первые комсомольские ячейки в сёлах района. В 1920 году был избран секретарём Ленёвского волостного комитета РКСМ. Затем более двух лет работал секретарём Режевского волостного комитета РКСМ.
В 1922 году вступил в РКП(б). Занимал посты секретаря Берёзовского и Нижне-Сергинского райкомов РКСМ, секретаря Ишимского окружкома ВЛКСМ, ответственного работника аппарата Уралобкома ВЛКСМ. В 1930 был командирован на учёбу в Ленинградский Комвуз.
В 1932 году был призван в РККА. Участвовал в борьбе с бандитизмом. Окончил дивизионную партийную школу, курсы усовершенствования политсостава РККА. Жил в Ленинграде, окончил военно-политическую академию. С 4 ноября 1939 — бригадный комиссар.
Участник Великой Отечественной войны. В 1941—1943 годах — начальник Военно-политической академии имени В. И. Ленина. С 20 декабря 1942 — генерал-майор.
Участник битвы за Москву. С января 1944 года по июнь 1945 — заместитель начальника политотдела 51-й армии.
Вместе с войсками армии принимал участие в форсировании и захвате плацдарма на Сиваше
и обороне южного берега Сиваша. Весной 1944 года успешно действовал в Крымской наступательной операции. За умелые действия в Крыму награждён орденом Красной Звезды.
В июле 1944 армия была передислоцирована на 1-й Прибалтийский фронт и в его составе приняла участие в окончании битвы за Ленинград и в Белорусской, Шяуляйской, Мемельской наступательных операциях, блокаде и ликвидации Курляндской группировки вермахта.
В представлении к награде генерал-майора А. Н. Щербакова отмечалось: «…Умело сочетал теоретическую базу в условиях боевой обстановки неутомимой энергией, он проделал большую работу по организации и проведении партийно-политической работы в политорганах соединений и частях.
Под его непосредственным участии и руководству в период подготовки и во время наступательных боев по освобождении Советской Прибалтики были подняты ряд вопросов, как-то: Обобщение опыта: партполитработы во всех видах боя, состояние партполитработы в штабах армии, соединений, частей, и подразделений, состояние воспитательной работы в армейских штрафных ротах, руководство политорганами соединений партийно-политической работой в разведывательных органах, партийно-политическая работа в выполнении боевого обеспечения дивизионными и полковыми тылами.
В период наступательных боев в Прибалтике, он неоднократно, вместе с оперативными работниками политотдела армии, возглавляя группы, находился в частях и соединениях, руководя и помогая политорганам в организации партийно-политической работы непосредственно на месте. За большую организационно-политическую работу в период освобождения Советской Прибалтики, что способствовало общим боевым успехам в выполнении боевых задач командования награждён Орденом Отечественной войны I степени.
С февраля 1945 года и до конца войны находился в обороне во втором эшелоне армии.
После войны жил в Москве, работал заместителем редактора газеты «Красная звезда», позже — главным политическим редактором Управления военного издательства Министерства обороны СССР.
На пенсии руководил Советом ветеранов уральского комсомола при музее Н. Островского в Москве.
Умер в 1980 году, похоронен на Кунцевском кладбище в Москве.

## Награды
- Орден Ленина(21.02.1945)[6]
- Орден Красного Знамени(13.06.1952)[7]
- Орден Отечественной войны I степени(23.08.1944)[4]
- Орден Красной Звезды(14.12.1939)[8]
- Орден Красной Звезды(9.06.1945)[3]
- Орден Красной Звезды(30.04.1947)[9]
- Медаль «За боевые заслуги» (2.11.1944)[10]
- Медаль «За оборону Москвы»(9.05.1945)[2]
- Медаль «За оборону Ленинграда»
- Медаль «За победу над Германией в Великой Отечественной войне 1941—1945 гг.» (9 мая 1945[11])[12]

## Память
Имя Александра Николаевича Щербакова увековечено в Главном Храме Вооружённых сил России и запечатлено на мемориале «Дорога памяти».